# Lago Gurrida
Il lago Gurrida o, anticamente, lago della Giarritta, è situato nei pressi di Randazzo in provincia di Catania sul versante nord occidentale dell'Etna.

## Caratteristiche
Ubicato a sud di Randazzo, sul versante nord-ovest dell'Etna, fu creato da uno sbarramento dovuto ad una colata lavica dell'Etna avvenuta nel 1536.
La diga naturale così creata sul fiume Flascio diede  origine a questo piccolo laghetto che sorge ad una quota di 835 metri s.l.m.. 
Nei mesi estivi è spesso in secca venendo a mancare una adeguata alimentazione. Nonostante ciò non si spiega la secca completa se non con una permeabilità del suo letto che conduce alla dispersione della massa d'acqua.
Nei mesi estivi, le piene del torrente causano l'esondazione del lago; in passato sono stati eseguiti dei lavori per controllare il flusso d'acqua ed impedire danni alle zone circostanti. L'acqua in eccesso viene dunque raccolta in una sorta di bacino secondario; la zona coperta dall'acqua si espande fino ad allagare i vigneti e i frutteti circostanti.
È possibile visitare il lago e i vigneti in ogni stagione, grazie ad un sentiero naturale realizzato dal Parco dell'Etna negli anni scorsi, contrassegnato dalla dicitura "un sentiero per tutti", poiché anche visitatori con mobilità ridotta erano in grado di percorrerlo. Questo era reso possibile grazie ad una passerella in legno che passava sopra la zona allagata e alla sistemazione degli argini. Furono inoltre preparate due strutture per osservare gli uccelli migratori che approfittano dell'unica zona umida sull'Etna per una sosta lungo le loro rotte.
Tuttavia, la mancanza di manutenzione ha causato un degrado del sentiero, che attualmente si presenta in condizioni non ottimali: la passerella è stata bruciata, il sentiero è in parte invaso dai rovi, le casette per l'osservazione degli uccelli sono abbandonate.